# Les Baroches
Les Baroches – miejscowość i gmina we Francji, w regionie Grand Est, w departamencie Meurthe i Mozela.
Według danych na rok 1990 gminę zamieszkiwało 312 osób, a gęstość zaludnienia wynosiła 23 osoby/km² (wśród 2335 gmin Lotaryngii Les Baroches plasuje się na 738. miejscu pod względem liczby ludności, natomiast pod względem powierzchni na miejscu 395.).

## Galeria

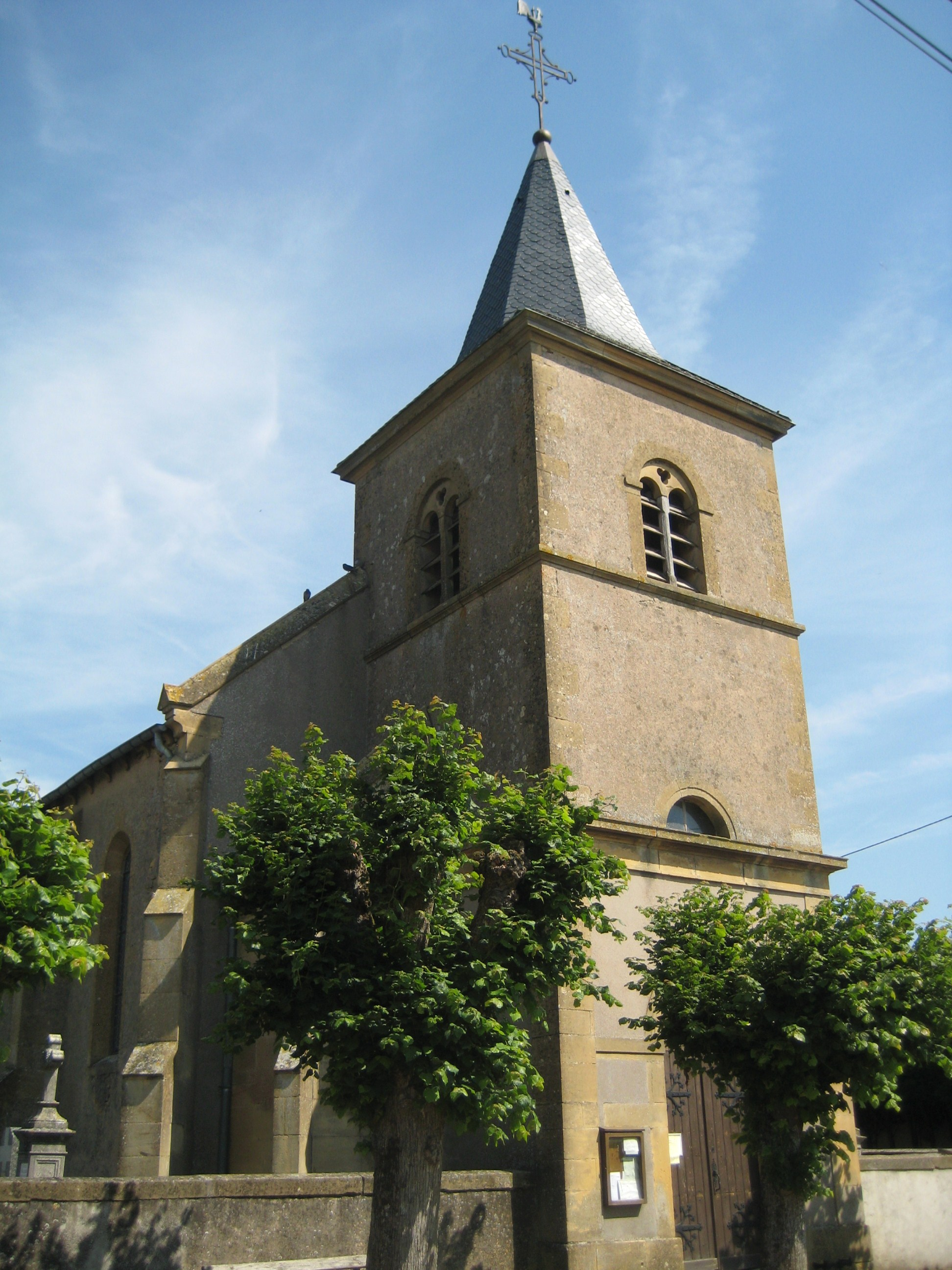
Kościół św. Jakuba (2009)
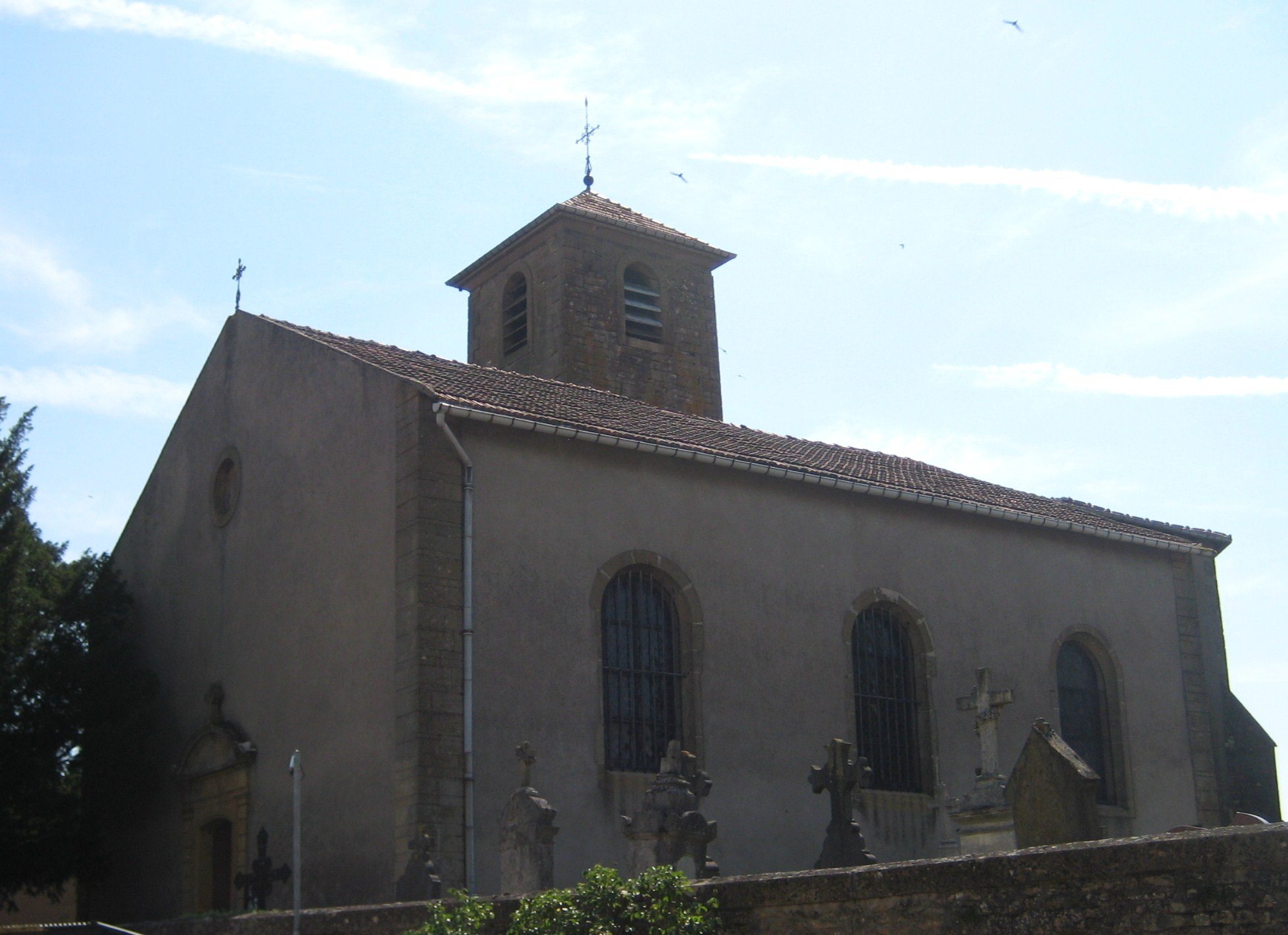
Kościół Trójcy Przenajświętszej (2009)

## Populacja

Populacja Les Baroches w latach 1962–2008